# NGC 7318a
NGC 7318a är en elliptisk galax på 210-340 miljoner ljusårs avstånd i stjärnbilden Pegasus. Den är medlem i Stephans kvintett.